# Oreocarya virginiensis
Oreocarya virginiensis är en strävbladig växtart som först beskrevs av Marcus Eugene Jones, och fick sitt nu gällande namn av James Francis Macbride. Oreocarya virginiensis ingår i släktet Oreocarya och familjen strävbladiga växter. Inga underarter finns listade i Catalogue of Life.